# Dallas Texans Soccer Club
El Dallas Texans Soccer Club es un equipo de fútbol juvenil basado en la ciudad de Dallas, Texas en los Estados Unidos. Fundado en 1993 por Hassan Nazari. 
Poco tiempo después de haber sido fundado, los Texans han ganado prácticamente todos los torneos importantes en los Estados Unidos, incluyendo torneos estatales y regionales y más de once campeonatos nacionales de la USYSA. Además, el equipo ha sido muy exitoso en algunos de los más prestigiosos torneos europeos, como la Copa Gothia, y los Texans son el único club estadounidense en haber ganado el Dallas Cup en los últimos 25 años.

## Fundación e historia reciente
El club fue fundado por el exfutbolista iraní-estadounidense Hassan Nazari en 1993 y fue establecido en la región metropolitana de Dallas-Fort Worth metroplex. En el 2007, el club abrió el Complejo de Fútbol Ross Stewart. El complejo contiene seis canchas de tamaño reglamentario con iluminación, una sede, al igual que un centro de entrenamiento.
El club hizo historia en 2008 al ganar cuatro campeonatos nacionales y la prestigiosa Manchester United Premier Cup U.S. Ese mismo año, los Texans se unieron a la Academia de Desarrollo de la Federación de Fútbol de los Estados Unidos como parte de la división de Texas, y mandaron a su equipo sub-18 a las finales en su primer año. Además de la Academia de Desarrollo y Equipos Seleccionados, los Texans tienen varios equipos para menores, los cuales el club llama la Academia Juvenil. La Academia Juvenil está dividida en cuatro divisiones - sub-10, sub-9, sub-8 y sub-7.
Los Dallas Texans también son un Club Nike Premier, son los anfitriones del Dallas Cup y son el único equipo estadounidense en tener un convenio con el Manchester United de Inglaterra. En 2011 organizaron la primera versión del Dallas International Girls Cup, un torneo internacional juvenil para niñas.

## Convenio con Manchester United
En 2009 los Dallas Texans firmaron un acuerdo con Manchester United en el cual permitía a sus jugadores entrenar con Manchester United en su centro de entrenamiento Carrington. Cada año el club manda un grupo de jugadores a Inglaterra, acompañados de entrenadores de los Dallas Texans, para entrenar con los equipos juveniles del United, aprovechar de sus instalaciones y compartir las últimas técnicas de dirección.

## Futbolistas notables
Los siguientes jugadores profesionales han pasado por alguno de los programas de los Dallas Texans. En negrillas los jugadores que han sido llamados por su selección mayor.
- Emerson Hyndman
- Gregory Garza
- Imad Baba
- Clint Dempsey
- Nick Garcia
- Jay Needham
- Lee Nguyen
- Ramón Núñez
- Bruno Guarda
- Hunter Freeman
- Jose Burciaga Jr.
- Jordan Stone
- Daniel Hernández
- Alejandro Moreno
- Omar Gonzalez
- Jared Jeffrey
- Hirofumi Moriyasu
- Conor Doyle
- Brek Shea
- Andre Akpan
- Stephen McCarthy
- Anthony Ampaipitakwong
- Shea Salinas
- Sean Albritton